# Araminda
Araminda és un balneari del sud de l'Uruguai ubicat al departament de Canelones. Forma part de la Costa de Oro.

## Geografia
Araminda es troba al sud-est del departament de Canelones, al sector 8. Al sud té platges sobre el Riu de la Plata; a l'est limita amb Santa Lucía del Este, i a l'oest amb el balneari de La Tuna.
El balneari s'ubica al km 68 de la Ruta Interbalneària.

## Població
D'acord amb les dades del cens de 2004, Araminda tenia una població aproximada de 154 habitants.
| Any  | Població |
| ---- | -------- |
| 1963 | 35       |
| 1975 | 35       |
| 1985 | 81       |
| 1996 | 117      |
| 2004 | 154      |

Font: Institut Nacional d'Estadística de l'Uruguai